# Френк Даблдей
Френк Даблдей (англ. Frank Doubleday; 28 січня 1945) — американський актор.

## Біографія
Френк Даблдей народився 28 січня 1945 року у місті Норвіч, штат Коннектикут, США.
Френк найбільше відомий своїми ролями лиходіїв у фільмах Джона Карпентера — «Напад на 13-й відділок» (1976) і «Втеча з Нью-Йорка» (1981).
В останні роки зосереджений на роботі в театрі. Живе в Лос-Анджелесі, викладає уроки акторської майстерності з дружиною, Крістіною Гарт, в Голлівуді. У них є дві доньки Кейтлін і Порша, які також є акторками.

## Фільмографія
| Рік       |    | Українська назва                          | Оригінальна назва                      | Роль                  |
| --------- | -- | ----------------------------------------- | -------------------------------------- | --------------------- |
| 1997      | с  | Поза віри: правда чи вигадка              | Beyond Belief: Fact or Fiction         |                       |
| 1991      | в  | Лялькова людина                           | Dollman                                | Клой                  |
| 1991      | ф  | План Шекспіра 12 з космічного простору    | Shakespeare's Plan 12 from Outer Space | Мальволіо             |
| 1989      | ф  | Сищик з Лос-Анджелеса                     | L.A. Bounty                            | Ренд                  |
| 1987      | ф  | Теленовини                                | Broadcast News                         | найманець             |
| 1987      | с  | Дивовижні історії                         | Amazing Stories                        | Беклофф               |
| 1986      | с  | Кувалда                                   | Sledge Hammer!                         | Кліфф                 |
| 1986      | с  | Стінгрей                                  | Stingray                               |                       |
| 1986      | ф  | Кочівники                                 | Nomads                                 | Бритва                |
| 1985      | ф  | Космічна лють: Втеча з космічної в'язниці | Space Rage                             | хірург                |
| 1985      | ф  | Янголятко-месниця                         | Avenging Angel                         | Майлз Джеррард        |
| 1983—1985 | с  | Ті Джей Гукер                             | T.J. Hooker                            | бандит / Семмі Бейкер |
| 1983      | с  | Блюз Гілл Стріт                           | Hill Street Blues                      | стрілець              |
| 1982      | с  | Найбільший американський герой            | The Greatest American Hero             | Лутц                  |
| 1981—1982 | с  | Каліфорнійський дорожній патруль          | CHiPs                                  | Едді / Лопес          |
| 1981      | с  | У Арчі Банкера                            | Archie Bunker's Place                  | фотограф              |
| 1981      | с  | Неймовірний Халк                          | The Incredible Hulk                    | Денні                 |
| 1981      | ф  | Втеча з Нью-Йорка                         | Escape from New York                   | Ромеро                |
| 1979      | ф  | Бутч і Санденс: Ранні дні                 | Butch and Sundance: The Early Days     | другий бандит         |
| 1978      | ф  | Велика афера                              | The Big Fix                            | партнер Іони          |
| 1978      | с  | Ангели Чарлі                              | Charlie's Angels                       | молодий чоловік 2     |
| 1978      | с  | Диво Жінка                                | Wonder Woman                           | Ван Драйвер           |
| 1977      | с  | Старскі та Гатч                           | Starsky and Hutch                      | Метью                 |
| 1977      | тф |                                           | A Killing Affair                       | водій                 |
| 1977      | ф  | Абар, перший чорний Супермен              | Abar, the First Black Superman         | головоріз             |
| 1976      | ф  | Напад на 13-й відділок                    | Assault on Precinct 13                 | білий ватажок         |
| 1976      | ф  | Алекс і циганка                           | Alex & the Gypsy                       | в'язень               |
| 1976      | ф  | Перший нудистський мюзикл                 | The First Nudie Musical                | Арвін                 |
| 1976      | с  | У пошуках пригод                          | The Quest                              | Люті                  |
| 1976      | с  | Дельвеккіо                                | Delvecchio                             | Боббі Кретч           |
| 1975      | с  | Поліцейська історія                       | Police Story                           | Арні                  |
| 1975      | с  | Лукас Таннер                              | Lucas Tanner                           | Джо Джо               |